# Convergencia mediática

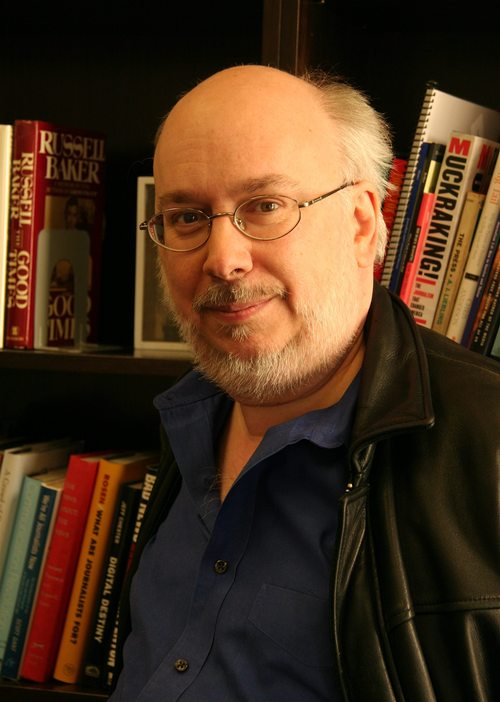
Henry Jenkins

La convergencia mediática o convergencia de los medios es el flujo de contenido a través de múltiples plataformas mediáticas, la cooperación entre sus industrias y el comportamiento migratorio de las audiencias, dispuestas a una interpelación de los medios en cuestión.
Quien se ha dedicado a teorizar y trabajar sobre este concepto es el académico estadounidense de los medios de comunicación, Henry Jenkins. Éste ha concentrado su investigación en cómo los individuos aprovechan y combinan las diferentes fuentes mediáticas de la cultura contemporánea. Según Jenkins, la convergencia mediática debe ser entendida como un proceso cultural, en vez de un punto final tecnológico. Este investigador impulsó la teoría de la convergencia mediática en su libro: Convergence culture: La cultura de la convergencia de los medios de comunicación y la fundación del grupo de investigación del Consorcio sobre la Convergencia Cultural en el programa de los Estudios Comparados de Medios en el MIT. Muchos de sus estudios fueron basados en las investigaciones anteriores de Ithiel de Sola Pool, experto en ciencias sociales. En su libro, llamado Technologies of Freedom, De Sola escribe sobre “The convergence of modes”: el fenómeno generativo en el plano de las comunicaciones causado por la tecnología digital.
El proceso de cambio comunicacional ligado a la revolución tecnológica ha favorecido una nueva estructuración empresarial de los medios comunicativos.

## Ithiel de Sola Pool: pionero de la convergencia
El politólogo del MIT Ithiel de Sola Pool puede ser considerado un profeta de la convergencia mediática. Su libro, Technologies of Freedom, fue el primero en proponer el concepto de «convergencia» como una fuerza de cambio en el seno de las industrias mediáticas:

Un proceso llamado «convergencia de modos» está difuminando las líneas entre los medias, incluso entre las comunicaciones entre dos puntos, como el correo. el teléfono y el telégrafo, y las comunicaciones de masas, como la prensa, la radio y la televisión. Un solo medio físico (ya se trate de cables o de ondas) puede transmitir servicios que en el pasado se proveían por caminos separados. Inversamente,  un servicio provisto en el pasado por un media determinado (ya sea la radio, la televisión, la prensa o la telefonía) hoy puede ofrecerse por varios medias físicos diferentes. Por consiguiente, se está erosionando la relación de uno a uno que solía existir entre un medio y su uso.

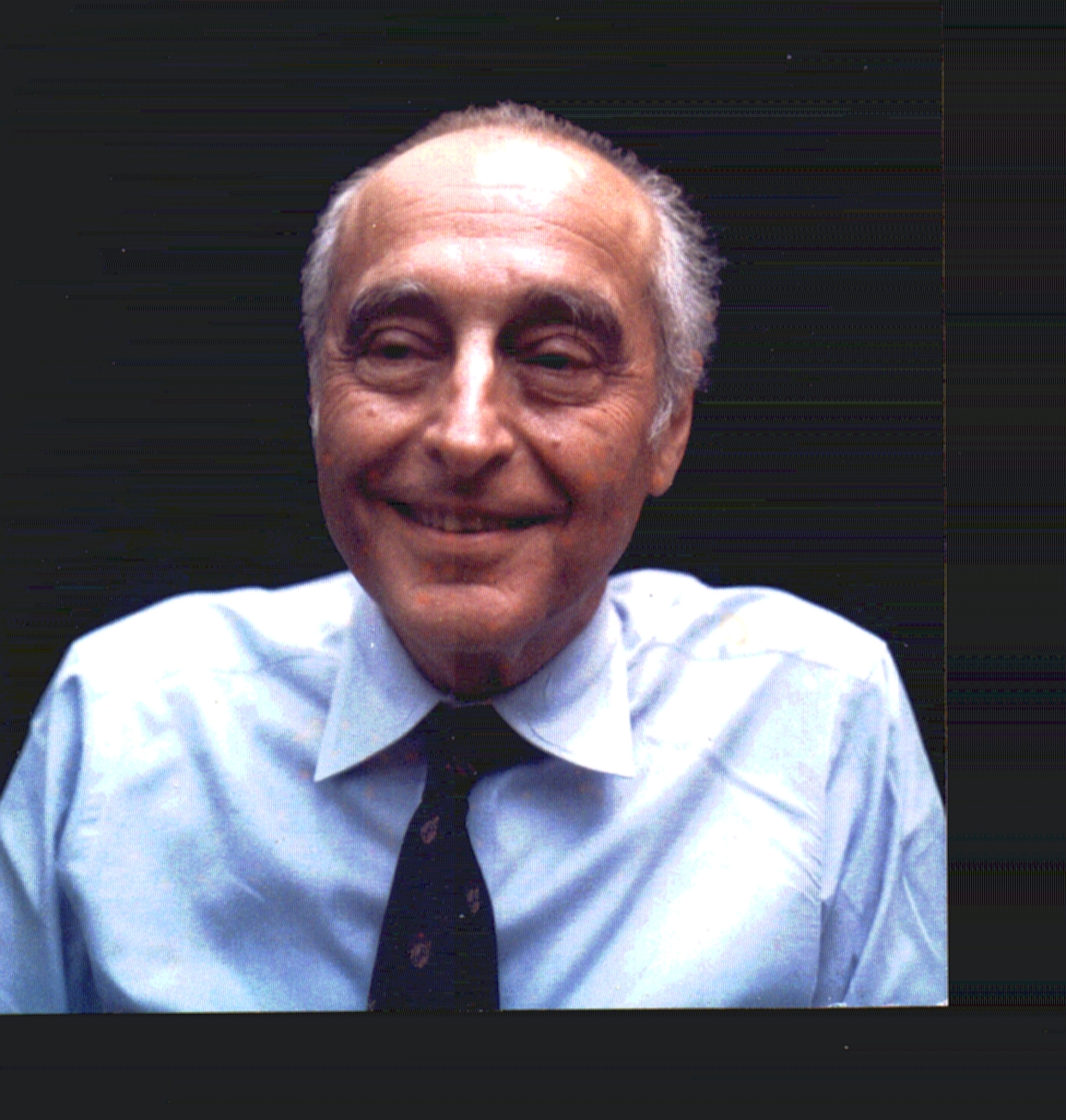
Ithiel de Sola Pool

Pool entendía que la divergencia y la convergencia son dos caras del mismo fenómeno: «Hubo un tiempo en que las empresas que publicaban periódicos, revistas y libras hacían poco más; su implicación con otros medias era escasa.» Cada medio tenía sus funciones y mercados específicos, y cada uno estaba regulado por diferentes regímenes, dependiendo de si tenía un carácter centralizado o descentralizado, marcado por la escasez o la abundancia, dominado por la información o por el entretenimiento, y poseído por intereses gubernamentales o privados. Pool creía que estas diferencias obedecían en buena medida a opciones políticas y se preservaban mediante el hábito, más que por alguna característica esencial de las diversas tecnologías. Pero sí que veía que ciertas tecnologías de la comunicación promueven más diversidad y un mayor grado de participación que otras.

La libertad se fomenta cuando los medios de comunicación se hallan dispersos, descentralizados y fácilmente accesibles, como sucede con las prensas o los microordenadores. El control central es más probable cuando los medios de comunicación están concentrados, monopolizados y son escasos, como ocurre con las grandes cadenas
Ithiel de Sola Pool

## Características
«Convergencia» es una palabra que logra describir los cambios tecnológicos, industriales, culturales y sociales en función de quienes hablen y de aquello a lo que crean estar refiriéndose.
Henry Jenkins

### Participación activa: prosumidores
La circulación de los contenidos mediáticos depende enormemente de la participación activa de los consumidores. La convergencia representa un cambio cultural que los anima a buscar nueva información y establecer conexiones entre contenidos mediáticos dispersos.
Más que hablar de productores y consumidores mediáticos como si desempeñarán roles separados, se desarrolla el concepto de “prosumidores”: participantes que interaccionan conforme a un nuevo conjunto de reglas. No todos los participantes crean contenidos iguales.Y unos consumidores poseen mayores capacidades que otros para participar en esta cultura emergente. La convergencia se produce así, en el cerebro de los consumidores individuales y mediante sus interacciones sociales con otros: cada uno de nosotros construye su propia mitología personal a partir de fragmentos de información extraídos del flujo mediático y transformados en recursos mediante los cuales conferimos sentido a nuestra vida cotidiana.

### Inteligencia colectiva

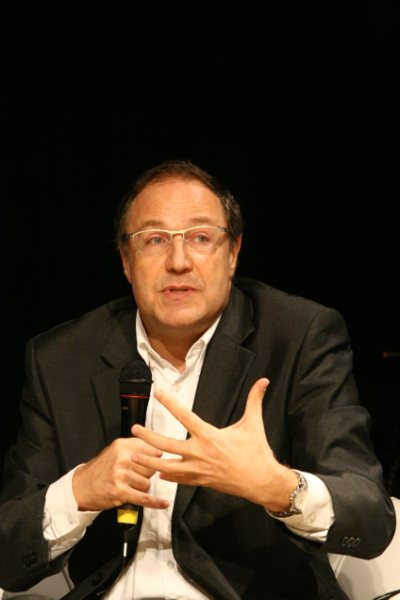
Pierre Lévy

El consumo se ha convertido en un proceso colectivo que refiere a la «inteligencia colectiva», un término acuñado por el teórico cibernético francés Pierre Lévy. La inteligencia colectiva puede verse como una fuente alternativa de poder mediático, ya que los recursos y habilidades compartidas entre los prosumidores genera una red de conocimiento. Estamos aprendiendo a usar ese poder mediante nuestras interacciones cotidianas en el seno de la cultura de la convergencia.

### Nuevas Tecnologías
Las nuevas tecnologías mediáticas han hecho posible que el mismo contenido fluya por canales muy diferentes y asuma formas muy diversas en el punto de recepción. Al mismo tiempo, los nuevos patrones de propiedad mediática transversal que comenzaron a mediados de la década de 1980, durante lo que hoy podemos considerar la primera fase de un proceso más largo de concentración mediática, hacían más deseable para las empresas la distribución de contenidos a través de esos diversos canales, más que en una sola plataforma mediática.
La digitalización estableció las condiciones para la convergencia: Pool predecía que este proceso de convergencia opera como una constante fuerza de unificación, pero siempre en tensión dinámica con el cambio, por lo tanto no existe una ley inmutable de la convergencia creciente ya que el proceso de cambio es más complicado.

### La convergencia es más que un avance tecnológico: tecnologías de distribución
La historia nos enseña que los viejos medios no se extinguen, sino que son las herramientas que utilizamos para acceder al contenido de los medios las que entran en desuso. Esta es lo que los especialistas en medios llaman tecnologías de distribución. Las tecnologías de distribución quedan obsoletas y son reemplazadas; pero por otra parte, los medias evolucionan: por ejemplo, el sonido grabado es el medio, pero los CD, los archivos de MP3 y las cintas de 8 track son tecnologías de distribución. Los sistemas de distribución son única y exclusivamente tecnologías; los medias son también sistemas culturales. Una vez que un medio se establece satisfaciendo alguna exigencia humana fundamental, continúa funcionando dentro de un sistema más vasto de opciones comunicativas. Una vez que el sonido se graba, deviene una posibilidad, hemos seguido desarrollando nuevos y perfeccionados medios de grabación y reproducción del sonido. Cada viejo medio se vio forzado a coexistir con los medios emergentes, de ahí que la convergencia sea un modo de comprender las últimas décadas de cambios mediáticos de lo que lo fuera el viejo paradigma de la revolución digital. Los viejos medios no están siendo desplazados. Sus funciones y estatus varían con la introducción de las nuevas tecnologías.
La convergencia altera la relación entre las tecnologías existentes, las industrias, los mercados, los géneros y el público: se refiere a un proceso, no a un punto final. A su vez, la convergencia mediática incide en nuestra manera de consumir los medios, por lo tanto, implica un cambio tanto en el modo de producción como en el modo de consumo de los medios.

## La convergencia actual
La convergencia es una solución temporal entre diferentes tecnologías mediáticas, más que un sistema plenamente integrado. Hoy por hoy, los cambios culturales,las batallas legales y las consolidaciones económicas que avivan la convergencia mediática preceden a los cambios operados en la infraestructura tecnológica. La evolución de estas diversas transiciones determinará el equilibrio de poder en la próxima era mediática.
La convergencia es tanto un proceso corporativo de arriba abajo como un proceso de abajo arriba dirigido por los consumidores. Por lo tanto, la convergencia corporativa coexiste con la convergencia popular. Las empresas mediáticas están aprendiendo a acelerar el flujo de contenidos mediáticos a través de los canales de distribución para multiplicar las oportunidades de ingresos, expandir los mercados y reforzar los compromisos de los espectadores, como los consumidores están aprendiendo a emplear estas diferentes tecnologías mediáticas para controlar mejor el flujo de los medios y para interaccionar con otros consumidores.
Estos dos planos se refuerzan mutuamente, creando relaciones estrechas entre productores y consumidores mediáticos.
La convergencia exige a las empresas mediáticas que reconsideren los viejos supuestos acerca de lo que significa el consumo de los medios, supuestos que configuran tanto las decisiones de programación como de marketing. Si los viejos consumidores se suponían pasivos, los nuevos consumidores son activos. Si los viejos consumidores eran predecibles y permanecían donde les decías que se quedan, los nuevos consumidores son migratorios y muestran una lealtad hacia las cadenas, las redes y los medios. Si los viejos consumidores eran individuos aislados, los nuevos consumidores están más conectados socialmente. Si el trabajo de los consumidores mediáticos fue antaño silencioso e invisible, los nuevos consumidores son hoy ruidosos y públicos.
Los productores mediáticos están respondiendo a estos consumidores recientemente empoderados de maneras contradictorias, unas veces alentando el cambio, otras veces resistiéndose a lo que consideran un comportamiento renegado. Y los consumidores, a su vez, están perplejos por lo que ven cómo señales contradictorias sobre el grado y las clases de participación de la que pueden gozar.